# ナクチュ市
ナクチュ市（ナクチュし）は中華人民共和国チベット自治区を構成する地級市のひとつ。自治区の北部東経84度55分 - 95度5分、北緯29度55分 - 36度30分の間に位置する。「ナク(nag)」は「黒い」という意味の形容詞、「チュ(chu)」は「河」を意味し、その名の通り黒い川を意味するナク川（中国語名：那曲または黒河）が地区内を東流している。西部はチャンタン高原の東部を占める。中国名はチベット名の漢字転写。俗に「万里羌塘」と呼ばれる。日本語の書籍、地図では「ナチュ」や「ナッチュ」といった表記が見られることがある。

## 行政区画
1市轄区・10県を管轄する。
- セニ（色尼）区（གསེར་རྙེད : gser rnyed chus : セニ・チュス）
- ラリ（嘉黎）県（ལྷ་རི་རྫོང་ : lha ri rdzong : ラリ・ゾン）
- ビル（比如）県（འབྲི་རུ་རྫོང་ : 'bri ru rdzong : ビル・ゾン）
- ニェンロン（聶栄）県（གཉན་རོང་རྫོང་ : gnyan rong rdzong : ニェンロン・ゾン）
- アムド（安多）県（ཨ་མདོ་རྫོང་ : a mdo rdzong : アムド・ゾン）
- シェンザ（申扎）県（ཤན་རྩ་རྫོང་ : shan rtsa rdzong : シェンザ・ゾン）
- ソク（索）県（སོག་རྫོང་ : sog rdzong : ソク・ゾン）
- パングン（班戈）県（དཔལ་མགོན་རྫོང་ : dpal mgon rdzong : パングン・ゾン）
- バチェン（巴青）県（སྦྲ་ཆེན་རྫོང་ : sbra chen rdzong : バチェン・ゾン）
- ニマ（尼瑪）県（ཉི་མ་རྫོང་ : nyi ma rdzong : ニマ・ゾン）
- 双湖県（མཚོ་གཉིས་རྫོང་ : mtsho gnyis rdzong : ツォニー・ゾン）

| ナクチュ市の地図                                                                                    |
| --------------------------------------------------------------------------------------------------- |
| セニ区 ラリ県 ビル県 ニェン · ロン県 アムド県 シェンザ県 ソク県 パングン県 バチェン県 ニマ県 双湖県 |

### 年表
この節の出典

#### チャン・チキャプ
- 1951年5月23日 - 中華人民共和国チベット地方チャン・チキャプが成立。ナクチュゾン・ナムルゾン・シェンザゾン・パンギェンゾン・ダムシュンシカ・ベツァンシカが発足。(4ゾン2シカ)
- 1952年 - パンギェン・ゾンが分割され、ポンドシカ・タクポツォセシカ・ダモチュコルシカが発足。(3ゾン5シカ)
- 1955年3月9日 - チャン・チキャプが黒河弁事処に改称。

#### 黒河弁事処
- 1955年3月9日 - チャン・チキャプが黒河弁事処に改称。(3ゾン5シカ)
  - ポンドシカ・ダムシュンシカ・ベツァンシカ・タクポツォセシカ・ダモチュコルシカがラサ弁事処に編入。
  - ナクチュ・ゾンの一部が分立し、ガモンシカ・チュコルシカが発足。
  - ナムル・ゾンの一部が分立し、シェンギェルシカ・ダムサギャシカ・ナムツォシカが発足。
- 1959年7月5日 (2県3ゾン1シカ)
  - シェンギェルシカおよびナムルゾンの一部が合併し、パングン県が発足。
  - ダムサギャシカ・ナムツォシカ・チュコルシカが合併し、ダムサギャ県が発足。
- 1959年10月 (5県)
  - ガモンシカおよびナクチュゾンの一部が合併し、黒河県が発足。
  - ナムルゾンおよびナクチュゾンの残部が合併し、アムド県が発足。
  - シェンザ・ゾンがシガツェ弁事処シェートンムン県の一部と合併し、シェンザ県が発足。
- 1960年1月7日 - 黒河県・アムド県・パングン県・ダムサギャ県・シェンザ県がナクチュ専区に編入。

#### チベット地方ナクチュ専区
- 1960年1月7日 - 黒河弁事処黒河県・アムド県・パングン県・ダムサギャ県・シェンザ県、チャムド弁事処ビル県・バチェン県・ソクゾン・ニェンロンゾンを編入。ナクチュ専区が成立。(7県2ゾン)
- 1960年8月 (9県)
  - ニェンロン・ゾンが県制施行し、ニェンロン県となる。
  - ソク・ゾンが県制施行し、ソク県となる。
- 1964年7月27日 - ニンティ専区ラリ県を編入。(10県)
- 1964年10月31日 (9県)
  - ラサ市ショバ県の一部がラリ県に編入。
  - ダムサギャ県がパングン県に編入。
- 1965年8月23日 - チベット自治区の成立により、チベット自治区ナクチュ専区となる。

#### チベット自治区ナクチュ地区
- 1965年11月3日 - 黒河県がナクチュ県に改称。(9県)
- 1970年11月20日 - ナクチュ専区がナクチュ地区に改称。(9県)
- 1978年 - パングン県の一部がシェンザ県に編入。(9県)
- 1983年10月8日 (10県)
  - シェンザ県・パングン県の各一部が合併し、ニマ県が発足。
  - パングン県の一部がシェンザ県に編入。
- 1987年7月25日 - パングン県の一部がシェンザ県に編入。(10県)
- 2012年11月15日 - ニマ県の一部が分立し、双湖県が発足。(11県)
- 2017年7月18日 - ナクチュ地区が地級市のナクチュ市に昇格。

#### ナクチュ市
- 2017年7月18日 - ナクチュ地区が地級市のナクチュ市に昇格。(1区10県)
  - ナクチュ県が区制施行し、セニ区となる。

## 地理
チベット自治区の北部に位置する。南はチャムド市、ニンティ市、ラサ市と、西はガリ地区、東は四川省カンゼ・チベット族自治州、北は青海省玉樹チベット族自治州、新疆ウイグル自治区と接する。

## 歴史
1950年代から地質学者と考古学者は蔵北高原に多くの打製石器が見られることを発見した。その形状と製造工程は遊牧文化の特性を示しており今から1~5万年前の旧石器時代中期から末期のものである。
ナクチュ地区で最古の記録に残る政権は象雄政権(シャンシュン王国)であり漢文の資料で羊同と称されるものである。チベット語の史籍ではこの地区は「卓岱」と呼ばれていて「遊牧部落」を意味する。この地域の住民は遊牧民を意味する「卓巴」または北の人を意味する「羌巴」または北の部落を意味する「羌日」と呼ばれていた。
象雄の最盛期、この地は内、外、中三部へ分けられた。今のナクチュ地区は大部分が中象雄と外象雄にあたる。中象雄の中心「当惹瓊宗」は現在ナクチュ地区西南の隅にある当惹雍錯の湖畔一帯にあたる。象雄の衰退後、西の地域は縮小する。7世紀前後、地区の東部地域は蘇毘部落に帰属した。その後、吐蕃部落が力を増し、ソンツェン・ガンポ（松賛干布）の時代に全チベットを統一し強大な吐蕃王朝を打ち立てた。蔵北もまたその統治下となった。
この時、吐蕃は四台と61東岱（千戸に相当）へ分かれ、元蘇毘部落の故地には「孫波如」が設けられ合計11東岱を管轄した。吐蕃から西域と河湟江岷地区への拡張の基地として、この一帯は特別重要で「軍用食の馬を数えて、その中へ半分を出す」といわれた。
宋朝（西暦960年-1279年)以後、那曲と羊八井、幇倉(今の当惹湖と昂則湖の一帯)、朗如(今の班戈県一帯)を北方四部落と呼んだ。
1269年、元朝皇帝のクビライ（忽必烈）は官吏を青海から薩斯加の主要な駅道へ派遣して駅站を設置した。そのうち前蔵に設置した駅站が7ヶ所、駅道は今のナクチュ地区のダチェン、ソク、ディル、ナクチュ及びダムシュンの各県一帯を通った。そしてモンゴル軍の下士官をチベット北部へ駐屯させ、「文宗トク・テムルの弟」が統治する「ホル三十九族」モンゴル人勢力が形成された。
グシハンによるチベット征服の際、ホル王はグシハンに降伏し、グシハン一族への貢納と引き換えに所領を安堵された。雍正の青海出兵(1723-24)とそれにともなう「雍正のチベット分割」により、チベット高原の中央部がタンラ山脈を境界として南北に分割された際、ホル王とその属下は西蔵に帰属することとなった。ラサのガンデンポタン（1727年まではカンチェンネーを首班とする大臣たちの合議制、その後は清の駐蔵大臣の監視の下でのポラネーとギュルメナムギェルの父子2代の郡王政権）への帰属をへて、ラサの駐蔵大臣の属下に入った。
1725年、清政府は青海弁事大臣を設け、第十二代「霍爾王」赤加吉欽総管三十九族、直属理藩院夷情衛門を委任した。1728年、清の朝廷はラサ（拉薩）に駐蔵大臣弁事衛門を設けた。1731年、青蔵の地界を決定し、唐古拉山脈南北両麓の諸部落は駐蔵大臣と青海弁事大臣の管轄へ分属した。三十九族は駐蔵大臣の直属となり、同年清は各部戸口を調査した。そして駐蔵大臣衛門を派遣した。光緖三十三年（1907年）までに八代の「霍爾王」が清政府の冊封体制下で功労を称えた孔雀の羽を受けている。
1751年、清王朝はギュルメナムギェル事件に派兵し収拾した。その事件後、十三条を決め、チベット地方の行政体制に重大な改革を進めた。ナクチュの地理位置とそのチベットの乱を収める中での重要な戦略地位から清王朝はナクチュへ坎嚢宗（那曲宗）を建立し、ガンデンポタンの直接統治とした。坎嚢宗はラマ僧と嚢索部落の長から共同で政教一致の統治権を行使した。ナクチュにはまた一部にはバンチェンラマ（班禅）の管轄地域もあった。辛亥革命（1911年10月10日-1912年1月1日)前後、王朝の勢力は衰退し、歴史上ガシャは駐蔵大臣の直接管理下の達木と三十九族地区に帰属していた。パンチェン・ラマ9世が内陸へ追われた後、ガシャはバンチェンの領地も接収した。達木と三十九族の統治の強化し、ガンデンポタンは1916年に霍爾地区総管、すなわち「霍爾基」を設置した。500年余りにわたる21代の「霍爾王」の歴史はこれで終焉を迎えた。
霍爾基は設立から廃止まで9代の官吏が担当した。1942年（チベット暦水馬年）、ガンデンポタンは霍爾基を廃止して、蔵北へ絳曲基巧、すなわち那曲総管公署を設置した。これは蔵北牧区とラサ以北の14宗を管轄した。1959年の廃止まで、那曲総管は5代、品官は4代を経、各代を一僧一俗で担当した。 1950年10月、チャムド（昌都）地区とナクチュ地区東部がまず解放され、次の年の3月、チャムド地区人民解放委員会が成立を宣言、ガンデンポタンの絳曲基巧のニェンロン（聶栄）宗、ソク（索）宗、ダチェン（巴青）宗、ディル（比如）宗、ラリ（拉日）宗、尺牘宗、シェンツァ（色扎）宗、丁青宗がこの委員会第一弁事所（丁青に駐）に属した。この後、各宗の人民解放委員会が相次いで成立。与同時にナクチュの中部と西部地区はいまだにガシャの絳曲基巧の管理だった。西蔵和平解放の十七条が締結された後、十八軍独立支隊の主力2000余人が1952年3月にバンチェンラマを蔵北（チベット北部）を通して後蔵（ツァン地方）護送し、ナクチュはバンチェンラマの領地へ帰属した。
1953年1月、中国共産党西蔵工作委員会黒河分工委が成立。1956年10月9日、西蔵自治区籌備委員会は黒河基巧弁事所を設立。1959年の民主改革後、チベット自治区籌備委員会は蔵北の行政区画を大きく調整し、黒河基巧弁事所は九県を管轄することとなった。1959年10月、籌備委員会は各地の基巧弁事所の廃止を決定、行政公署を設立、その次の年の2月、黒河専員行政公署が成立。1965年に那曲行署へ改名。1985年国務院の批准によりニマ（尼瑪）県が成立。2006年現在ナクチュ地区は十県一区の行政体制となっている。
2006年には青蔵鉄道が開業する。

## 資源
この地区には232種の鉱物が認められており、その中には金、銀、クロム、鉛、亜鉛、食塩、リチウム、メノウ、水晶、ホウ化マグネシウム、石油、玉石などの存在が確認されている。
埋蔵量が豊富なのは金、鉛、亜鉛、食塩、ホウ砂、玉石など十数種、クロムやアンチモンなどは質も量も中国一で、その上地熱、銅、鉄、ホウ素、マグネサイトも多く、リチウムも期待されている。

## 経済
1959年の民主改革以前はナクチュ地区には少数の手工業職人しかおらず、近代工業からは程遠い原始的な状態だった。ほとんどの商人は夏の競馬会の期間、家畜に日用雑貨を載せて草原で交易した。交易はほとんど物々交換によるもので、各々の家畜製品と薬草などの特産品を取り換えた。
民主改革から40年来、ナクチュは現代的な工業体系を作り上げており、地区全体の45の国有企業のうち12社が工業、16社が商業、13社が食品、そして貿易、運輸販売、建築、観光が1社ずつである。国有企業は主にナクチュ鎮が中心で、サービス業と軽工業に重点が置かれており、採鉱、発電、機械の修理販売、建築、調薬、ロウソクの生産などが主な対象。
民族工芸品は主に敷物、民族服装、靴、帽子、家具、刀、銀製品、銅製品など40種類以上、国家級、自治区級の優質産品の称号を得ている。絨毯、薬はチベットだけでなく国内外の市場へ出回って消費者の歓迎を深く受けている。

## 交通

### 鉄道
- 中国国家鉄路集団
  - 青蔵鉄道
    - 通天河駅（中国語版） - 塘崗駅（中国語版） - 雁石坪（中国語版） - 布瑪徳（中国語版） - 布強格駅 - タングラ北駅 - タングラ(唐古拉)駅 - タングラ南駅 - ザギャザンポ駅（中国語版） - ニョクチュ駅（中国語版） - 安多(アムド)駅（中国語版） - ツォナ湖(措那湖)駅 - 聯通河駅（中国語版） - 底吾瑪駅（中国語版） - 嘎加恰駅 - 崗秀駅（中国語版） - ナクチュ(那曲)駅 - 羅瑪駅 - 妥如駅（中国語版） - 桑雄駅（中国語版） - ゴルグ(古露)駅（中国語版） - 桑利駅

### 道路
- 高速道路
  -  京蔵高速道路
- 国道
  - G109国道
  - G317国道